# Jerzy Jordan
Jerzy Jordan z Zakliczyna herbu Trąby (zm. przed 21 stycznia 1715 roku) – sędzia krakowski od 1699 roku, podczaszy krakowski w latach 1691-1699, podstarości i sędzia grodzki sądecki w latach 1694-1714, rotmistrz wojska powiatowego województwa krakowskiego w 1705 roku.
Poseł sejmiku proszowickiego na sejm 1690 roku, sejm nadzwyczajny 1693 roku.